# Бакинська
Баки́нська — станиця в Краснодарському краї, у складі муніципального утворення місто Гарячий Ключ. Центр Бакинського сільського округу.
Розташована за 18 км на північний схід від Гарячого Ключа в долині річки Псекупс, при виході її з гірсько-лісової зони на рівнину.
Станицю засновано у 1860-х, названо (як і станиці Апшеронська, Кутаїська тощо) на честь участі кубанських козаків в закавказьких походах. Входила в Єкатеринодарський відділ Кубанської області.